# Port lotniczy Ługańsk
Port lotniczy Ługańsk (ukr.: Міжнародний аеропорт "Луганськ", ang.: Luhansk International Airport, kod IATA: VSG, kod ICAO: UKCW) – międzynarodowe lotnisko w Ługańsku, na Ukrainie.

## Linie lotnicze i połączenia
Od grudnia 2009 r. do zamknięcia w 2014 r. port lotniczy był bazą dla ukraińskich linii lotniczych UTair-Ukraine. 
Inne linie lotnicze, takie jak Ukraine International Airlines i Motor Sich Airlines, również latały na lotnisko w Ługańsku.